# Alpine A424
L'Alpine A424 è un prototipo di auto da corse seguendo i regolamenti Le Mans Daytona h (LMDh), progettata dalla Alpine e costruito con il supporto della Oreca. La vettura parteciperà al Campionato del mondo endurance dal 2024.

## Storia
L'Alpine A424 sostituisce la Renault Alpine A442, vettura costruita dal team francese che ha corso nel Campionato Mondiale Sportprototipi dal 1975 al 1978, riuscendo a vincere la 24 Ore di Le Mans nel 1978. Il marchio Alpine era già presente nel Campionato del mondo endurance, nel 2021 ha rilevato la Rebellion R13, la vettura, ribattezzata Alpine A480 ha corso nel mondiale per tre anni.

## Contesto e sviluppo
Il 5 ottobre del 2021, l'Alpine ha annunciato formalmente l'ingresso nel Campionato del mondo endurance utilizzando una nuova vettura conforme ai regolamenti LMDh. Lo stesso giorno viene annunciato che la società Oreca sarà il fornitore di telai per la loro nuova vettura.
Il 9 giugno del 2023, in occasione della 24 Ore di Le Mans viene presentato il prototipo con la denominazione A2023_β (pronunciato "A2023 Beta"). L'auto utilizzerà un propulsore ibrido, composto da un motore a combustione della Mecachrome e componenti di trasmissione ibridi forniti dalla Williams Advanced Engineering, Bosch e Xtrac. Nel agosto dello stesso anno l'A424 scende in pista per la prima volta sul Circuito Paul Ricard per poi spostarsi sul Circuito di Aragón.
La Signature Team, che in precedenza ha gestito anche l'Alpine A480, viene scelto per portare in pista il nuovo prototipo nel WEC. Per gli sponsor il nome ufficiale è Alpine Elf Team.
Il 22 novembre del 2023 l'Alpine ha annunciato i piloti che fanno parte del progetto per la stagione 2024. I sei piloti sono; Nicolas Lapierre, Matthieu Vaxivière, Charles Milesi, Paul-Loup Chatin, Mick Schumacher e Ferdinand Habsburg.

## Risultati nel WEC
| Anno | Team                  | Classe   | Pilota              | #  | 1   | 2   | 3   | 4   | 5   | 6   | 7   | 8   | Punti | Pos |
| ---- | --------------------- | -------- | ------------------- | -- | --- | --- | --- | --- | --- | --- | --- | --- | ----- | --- |
| 2024 | Alpine Endurance Team | Hypercar |                     |    | QAT | IMO | SPA | LMN | SAO | USA | FUJ | BHR | 70    | 4°  |
| 2024 | Alpine Endurance Team | Hypercar | Paul-Loup Chatin    | 35 | 7   | 13  | 9   | Rit | 12  | 5   |     | 4   | 70    | 4°  |
| 2024 | Alpine Endurance Team | Hypercar | Charles Milesi      | 35 | 7   | 13  | 9   | Rit | 12  | 5   | 7   |     | 70    | 4°  |
| 2024 | Alpine Endurance Team | Hypercar | Ferdinand Habsburg  | 35 | 7   |     |     | Rit | 12  | 5   | 7   | 4   | 70    | 4°  |
| 2024 | Alpine Endurance Team | Hypercar | Jules Gounon        | 35 |     | 13  | 9   |     |     |     | 7   | 4   | 70    | 4°  |
| 2024 | Alpine Endurance Team | Hypercar | Matthieu Vaxivière  | 36 | 11  | 16  | 12  | Rit | 10  | 9   | 3   | 9   | 70    | 4°  |
| 2024 | Alpine Endurance Team | Hypercar | Nicolas Lapierre    | 36 | 11  | 16  | 12  | Rit | 10  | 9   | 3   |     | 70    | 4°  |
| 2024 | Alpine Endurance Team | Hypercar | Charles Milesi      | 36 |     |     |     |     |     |     |     | 9   | 70    | 4°  |
| 2024 | Alpine Endurance Team | Hypercar | Mick Schumacher     | 36 | 11  | 16  | 12  | Rit | 10  | 9   | 3   | 9   | 70    | 4°  |
| 2025 | Alpine Endurance Team | Hypercar |                     |    | QAT | IMO | SPA | LMN | SAO | USA | FUJ | BHR |       |     |
| 2025 | Alpine Endurance Team | Hypercar | Paul-Loup Chatin    | 35 | 14  | 13  | 8   | 10  |     |     |     |     | 34*   | 4°* |
| 2025 | Alpine Endurance Team | Hypercar | Ferdinand Habsburg  | 35 | 14  | 13  | 8   | 10  |     |     |     |     | 34*   | 4°* |
| 2025 | Alpine Endurance Team | Hypercar | Charles Milesi      | 35 | 14  | 13  | 8   | 10  |     |     |     |     | 34*   | 4°* |
| 2025 | Alpine Endurance Team | Hypercar | Jules Gounon        | 36 | 13  | 3   | 3   | 11  |     |     |     |     | 34*   | 4°* |
| 2025 | Alpine Endurance Team | Hypercar | Frédéric Makowiecki | 36 | 13  | 3   | 3   | 11  |     |     |     |     | 34*   | 4°* |
| 2025 | Alpine Endurance Team | Hypercar | Mick Schumacher     | 36 | 13  | 3   | 3   | 11  |     |     |     |     | 34*   | 4°* |

* Stagione in corso.